# Cal·lírroe (satèl·lit)
Cal·lírroe, també conegut com Jupiter XVII (17), és un dels satèl·lits naturals de Júpiter anomenats. És un satèl·lit irregular que orbita en direcció retrògrada. Cal·lírroe va ser fotografiat per l'Spacewatch al Kitt Peak National Observatory des del 6 d'octubre fins al 4 de novembre de 1999, i originalment es va designar com a asteroide (1999 UX18). Va ser descobert orbitant Júpiter per Tim Spahr el 18 de juliol de 2000, i se li va donar la designació S/1999 J 1. Va ser el 17è satèl·lit confirmat de Júpiter.
Cal·lírroe té una magnitud aparent de 20,7, fent-lo fins i tot més tènue que ele planeta nan Eris, que té una magnitud de 18,7. Júpiter és uns 2,5 milions de vegades més brillant que Cal·lírroe.
Cal·lírroe fa uns 8,6 quilòmetres de diàmetre i orbita a una distància mitjana de 24,1 milions de quilòmetres en 758 dies, amb una inclinació de 141° respecte a l'eclíptica (140° respecte a l'equador de Júpiter) amb una excentricitat orbital de 0,28.
Va ser anomenat l'octubre de 2002 en honor de Cal·lírroe, filla del déu dels rius Aqueloos, una de les moltes conquestes de Zeus (Júpiter). Pertany al grup de Pasífae, un grup de satèl·lits retrògrads irregulars que orbiten Júpiter a distàncies d'entre 22,8 i 24,1 milions de quilòmetres i amb inclinacions d'entre 144,5° i 158.3°.
Com a exercici de navegació, la sonda New Horizons el va cartografiar el 10 de gener de 2007.